# Гукаловцы
Гукаловцы (укр. Гукалівці) — село в Зборовской городской общине Тернопольского района Тернопольской области Украины.
Код КОАТУУ — 6122683101. Население по переписи 2001 года составляло 250 человек.
До 2020 года входило в Зборовский район.

## Географическое положение
Село Гукаловцы находится на расстоянии в 1,5 км от села Перепельники и в 2-х км от села Лопушаны.

## История
- 1345 год — дата основания.